# سبنسر وليامز (ملحن)
سبنسر وليامز (بالإنجليزية: Spencer Williams)‏ هو عازف بيانو ومغني وملحن أمريكي، ولد في 14 أكتوبر 1889 في نيو أورلينز في الولايات المتحدة، وتوفي في 14 يوليو 1965 في فلاشينغ ‏ في الولايات المتحدة.

## وصلات خارجية
- سبنسر وليامز على موقع IMDb (الإنجليزية)
- سبنسر وليامز على موقع ميوزك برينز (الإنجليزية)
- سبنسر وليامز على موقع قاعدة بيانات برودواي على الإنترنت (الإنجليزية)
- سبنسر وليامز على موقع قاعدة بيانات برودواي على الإنترنت (الإنجليزية)
- سبنسر وليامز على موقع أول ميوزيك (الإنجليزية)
- سبنسر وليامز على موقع ديسكوغز (الإنجليزية)